# Alberto Cavallone
Alberto Cavallone (Milano, 28 agosto 1938 – Roma, 12 novembre 1997) è stato un regista cinematografico e sceneggiatore italiano.

## Biografia
Esordisce nel 1959 con il documentario, oggi perduto, La sporca guerra; gira poi nel 1964 il film drammatico Lontano dagli occhi, cui partecipa il jazzista Lino Patruno, che firma anche la colonna sonora insieme a Gianni Saintjust. Mai distribuito all'epoca, Lontano dagli occhi è riemerso nell'aprile del 2021, trasmesso dal Canale 34 con il titolo N come negrieri. Nel 1968 Cavallone realizza Le salamandre, una sorta di giallo erotico ambientato in Tunisia, storia di un amore saffico tra una modella nera e una fotografa bianca tra le quali si inserisce un medico francese.
Nel 1970 esce Dal nostro inviato a Copenaghen, la storia di due marines che dopo aver combattuto in Vietnam si rifugiano a Copenaghen; uno fa il modello per fumetti pornografici, l'altro di fatto impazzisce e dopo un tentato omicidio viene affidato ai servizi sociali che tentano di sfruttare il suo caso come materia di studio. Nel 1971 firma Quickly... spari e baci a colazione, una pellicola a metà tra il poliziottesco ante litteram ed il noir. Si tratta di un'operazione di riutilizzo di parte del precedente materiale girato da Cavallone per un film rimasto incompiuto, dal titolo Il ragazzo che fece fumare il Vesuvio. Del 1973 è Afrika, una storia di omosessualità e violenza, film a lungo ritenuto perduto ma in seguito ritrovato. Dopo avere curato i dialoghi italiani di Esotika Erotika Psicotika, Cavallone firma Zelda, un film erotico del 1974, con protagonista Maria Pia Luzi, in arte Jane Avril, allora sua compagna.
Nel 1977 gira Spell (Dolce mattatoio), ambientato nella periferia romana, mettendo in scena le storie di vari personaggi: un pittore e la sua pazza moglie, una giovane prostituta, un macellaio con moglie infelice e figlia incinta. Il precario equilibrio viene sconvolto dall'arrivo di un vagabondo, il tutto condito da un finale a sorpresa. Così ne saluta l'uscita in DVD il Corriere della Sera: "La follia devasta un paese di provincia. Il manifesto cita Max Ernst. Le immagini omaggiano Bataille e L'origine du monde di Courbet, che nel 1977 non conosceva nessuno."
Nel 1978 firma Blue Movie, la storia di un fotografo di modelle che decide di iniziare a fotografare solo oggetti inanimati; lo asseconda una modella (Dirce Funari) stanca della sua bellezza, che si lascia trattare da oggetto inanimato, e una segretaria (Leda Simonetti), sua complice. Nel 1980 il regista firma Blow Job - Dolce lingua, la storia di un uomo e di una donna che fuggono da un albergo, si trovano in un ippodromo dove incontrano una strega, che li condurrà a un castello dove le loro identità si confonderanno in un gioco di specchi con accenti horror. Nello stesso anno arriva La gemella erotica, un film che Cavallone lasciò a metà; la storia narra di due gemelle uguali d'aspetto ma di diversa moralità. Seguono una serie di pellicole per il mercato del porno e del soft-core. Nel 1983 il regista firma il suo ultimo lungometraggio di fiction, Il padrone del mondo, girato a Gran Canaria.

### I film scomparsi e incompiuti
Cavallone ha scritto e diretto anche un film rimasto inedito, intitolato Maldoror e girato tra Viareggio, Livorno, Roma e la Turchia nel 1975. La rivista cinematografica Nocturno ha fornito diversi dettagli nel tempo sul film, intervistando persone presenti sul set e ricostruendo le vicende produttive della pellicola. Del film attualmente rimangono, oltre alla sceneggiatura, un pugno di foto di scena, pubblicate da Nocturno.
Tra le scene presenti nella pellicola: una processione con crocifisso fallico, una ragazza che viene partorita da una mucca tra sangue e carne, un bimbo che esplode ingozzandosi di merendine, un matrimonio con parroco che taglia le lingue degli sposi al momento della comunione.
Del 1984 è la produzione di Carillon, un film hard.

## Filmografia

### Cinema

#### Regista
- La sporca guerra - documentario, perduto (1959)
- N come negrieri - conosciuto anche col titolo Lontano dagli occhi  (1964)
- Le salamandre (1969)
- Dal nostro inviato a Copenaghen (1970)
- Quickly... spari e baci a colazione (1971)
- Afrika (1973)
- Zelda (1974)
- Maldoror - perduto (1975)
- Spell (Dolce mattatoio) - conosciuto anche col titolo L'uomo, la donna e la bestia - Spell (Dolce mattatoio) (1977)
- Blue Movie (1978)
- Blow Job - Dolce lingua (1980)
- La gemella erotica (1980)
- Il nano erotico (1981)
- Pat, una donna particolare (1982)
- ...e il terzo gode (1982)
- Il padrone del mondo (1983)

#### Sceneggiatore
- La guerra del ferro - Ironmaster, regia di Umberto Lenzi (1983)
- La strage degli innocenti, regia di Salvatore Carrara (2001)

### Televisione

#### Regista
- Z2 Operazione Circeo - film TV (1966)
- Dentro e fuori la classe - documentario TV (1979)
- Per questa notte, co-regia con Nando Cicero - film TV (1981)